# Anurophorus senex
Anurophorus senex är en urinsektsart som beskrevs av Fjellberg 1984. Anurophorus senex ingår i släktet Anurophorus och familjen Isotomidae. Inga underarter finns listade i Catalogue of Life.